# Klara Bühl
Klara Bühl (Münstertal/Schwarzwald, 7 dicembre 2000) è una calciatrice tedesca, attaccante del Bayern Monaco e della nazionale tedesca.

## Carriera

### Club
Bühl inizia la carriera nell'Spvgg Untermünstertal, giocando nelle sue varie formazioni giovanili miste prima di trasferirsi, nell'estate del 2013, al Friburgo, ancora nel settore giovanile ma in una squadra interamente femminile.
Dalla stagione 2014-2015 viene inserita in rosa con la squadra B-junior che disputa il campionato di Bundesliga Under-17 nel girone Sud, raggiungendo con la squadra nel 2016 le semifinali del campionato tedesco di categoria. Nella gara di ritorno vinta 3-2 sulle pari età del Gütersloh segna tutti i tre gol del Friburgo, che però non riesce a raggiungere la finale per la sconfitta per 0-2 nella gara di andata.
Nonostante la sua ancora giovane età, dalla stagione 2016-2017 Bühl viene inserita in rosa con la prima squadra dal tecnico Jens Scheuer, debuttando in Frauen-Bundesliga l'11 settembre 2016, alla 2ª giornata di campionato, nella vittoria interna per 5-0 contro l'MSV Duisburg rilevando al 67' Lena Petermann; sigla la sua prima rete con la squadra titolare il 4 dicembre 2016, nella partita degli ottavi di finale di Coppa di Germania (DFB-Pokal der Frauen), fissando al 15' il risultato sul 2-0 con le avversarie del Borussia Monchengladbach. Chiude la sua prima stagione con un tabellino di 10 presenze in campionato a cui si aggiunge l'unica presenza, e la rete, in Coppa, con la squadra che conclude al 4º posto la Bundesliga e ferma la sua corsa in Coppa in semifinale, eliminata dal Wolfsburg, poi vincitore del trofeo, solo ai tempi supplementari con il risultato di 2-1.
Dopo un periodo in cui subentra dalla panchina, dalla stagione seguente Scheuer decide di schierarla titolare con regolarità. Va a segno per la prima volta in Bundesliga il 1º ottobre 2017, alla 4ª giornata del campionato 2017-2018, siglando una tripletta nell'incontro vinto in trasferta 7-0 sul Colonia. Alla sua seconda stagione da titolare sigla 7 reti in campionato su 18 presenze, alle quali si aggiungono le 2 in Coppa. Il Friburgo conclude al 3º posto la Bundesliga, a 5 punti dal Bayern Monaco e dall'accesso alla UEFA Women's Champions League, venendo eliminato in Coppa ai quarti di finale dal SGS Essen, ancora ai tempi supplementari, con il risultato di 5-2. Bühl rimane legata alla società di Friburgo in Brisgovia per altre due stagioni, con la squadra che ha una flessione nella competitività nei due campionati 2018-2019 e 2019-2020, entrambi chiusi al 7º posto, mentre in Coppa nell'edizione 2018-2019 raggiunge la finale perdendola con il Wolfsburg per 1-0.
Nell'aprile 2020, prima della conclusione del campionato, il Bayern Monaco rivela di aver stipulato con Bühl un nuovo contratto biennale che la lega alla società di Monaco di Baviera fino al 2022.

### Nazionale
Bühl ha fatto il suo debutto con la maglia della nazionale il 23 aprile 2014 nella partita amichevole della nazionale U15 contro la selezione olandese e ha segnato i suoi primi tre gol il 28 ottobre 2014 in una vittoria per 13-0 contro la Scozia. Dopo quattro presenze per la squadra nazionale under 16 nel 2016 è stata la più giovane giocatrice della squadra tedesca al Campionato Europeo, che si è tenuto dal 4 al 16 maggio 2016 in Bielorussia. Dopo aver giocato tutte e cinque le partite in programma, ha vinto il titolo europeo dopo un 3-2 finale ai rigori contro la selezione spagnola. Anche per la Coppa del Mondo Under 17 del 2016 in Giordania, Bühl ha fatto parte della squadra tedesca che ha raggiunto i quarti di finale, dove è stata sconfitta dalla Spagna per 1-2.
Nel marzo 2017 ha fatto il suo debutto con la nazionale under 19, con la quale si è qualificata per i Campionati europei in Irlanda del Nord raggiungendo la semifinale contro la Francia, partita vinta dalle francesi in rimonta nonostante il gol iniziale segnato dalla stessa Bühl. L'anno seguente Bühl ha fatto parte della squadra tedesca per la Coppa del Mondo under 20 in Francia partecipando a tutte e tre le partite del girone e alla sconfitta per 1-3 ai quarti di finale contro le future campionesse della selezione giapponese.
Nel dicembre 2018 è stata convocata per la prima volta nella nazionale maggiore, a quel tempo ancora sotto la responsabilità di Horst Hrubesch, continuando a ottenere fiducia anche dal nuovo CT Martina Voss-Tecklenburg, arrivata sulla panchina della nazionale da inizio 2019, per il ritiro invernale dal 14 al 21 gennaio a Marbella. Il 28 febbraio 2019 ha debuttato nel test match contro la Francia entrando al 90º minuto. Ha conquistato con le compagne l'accesso alla fase finale di Francia 2019, venendo poi inserita nella lista delle 23 calciatrici convocate comunicata il 14 maggio 2019. Durante il mondiale Voss-Tecklenburg la impiega in tre occasioni su cinque incontri disputati dalla sua nazionale, tutte nella fase a gironi, dove la Germania passa il turno concludendo a punteggio pieno il gruppo B.
A mondiale concluso Voss-Tecklenburg continua a convocarla in occasione delle qualificazioni all'Europeo di Inghilterra 2022, dove va più volte a rete nel corso degli incontri del Gruppo I, siglando la sua prima rete e prima doppietta in quello vinto in casa 10-0 sul Montenegro, una tripletta con l'Ucraina nell'incontro casalingo vinto per 8-0, e siglando la rete che fissa sul 5-0 il risultato in trasferta con la Grecia. Il 9 novembre 2019 è determinante nella vittoria in amichevole con l'Inghilterra, segnando al 90' il gol del 2-1 per le tedesche davanti ai quasi 78 000 spettatori del Wembley Stadium di Londra. Voss-Tecklenburg la chiama anche per l'edizione 2020 dell'Algarve Cup.

## Riconoscimenti
Nell'estate 2019 Bühl viene premiata con la Fritz-Walter-Medaille d'oro nella categoria Juniorinnen riservata alle donne, classificandosi davanti a Lena Oberdorf (argento) e Gia Corley (bronzo), e rinnovando la tradizione che vede altre tre giocatrici che vestono o hanno vestito la maglia del Friburgo, Sara Däbritz nell'edizione 2014 e Melanie Leupolz in quella 2013, alle quali si aggiunge, sempre nel 2013, l'oro maschile a Matthias Ginter.

## Statistiche

### Presenze e reti nei club
Statistiche aggiornate al 19 luglio 2025.
| Stagione             | Squadra              | Campionato           | Campionato | Campionato | Coppe nazionali | Coppe nazionali | Coppe nazionali | Coppe internazionali | Coppe internazionali | Coppe internazionali | Altre coppe | Altre coppe | Altre coppe | Totale | Totale |
| Stagione             | Squadra              | Comp                 | Pres       | Reti       | Comp            | Pres            | Reti            | Comp                 | Pres                 | Reti                 | Comp        | Pres        | Reti        | Pres   | Reti   |
| -------------------- | -------------------- | -------------------- | ---------- | ---------- | --------------- | --------------- | --------------- | -------------------- | -------------------- | -------------------- | ----------- | ----------- | ----------- | ------ | ------ |
| 2016-2017            | Friburgo             | BL                   | 10         | 0          | CG              | 1               | 1               | -                    | -                    | -                    | -           | -           | -           | 11     | 1      |
| 2017-2018            | Friburgo             | BL                   | 18         | 7          | CG              | 2               | 0               | -                    | -                    | -                    | -           | -           | -           | 20     | 7      |
| 2018-2019            | Friburgo             | BL                   | 21         | 3          | CG              | 5               | 2               | -                    | -                    | -                    | -           | -           | -           | 26     | 5      |
| 2019-2020            | Friburgo             | BL                   | 21         | 11         | CG              | 2               | 1               | -                    | -                    | -                    | -           | -           | -           | 23     | 12     |
| Totale Friburgo      | Totale Friburgo      | Totale Friburgo      | 70         | 21         | -               | 10              | 4               | -                    | -                    | -                    | -           | -           | -           | 80     | 25     |
| 2020-2021            | Bayern Monaco        | BL                   | 19         | 8          | CG              | 4               | 1               | UWCL                 | 5                    | 1                    | -           | -           | -           | 28     | 10     |
| 2021-2022            | Bayern Monaco        | BL                   | 18         | 3          | CG              | 3               | 3               | UWCL                 | 6                    | 2                    | -           | -           | -           | 27     | 8      |
| 2022-2023            | Bayern Monaco        | BL                   | 22         | 5          | CG              | 4               | 2               | UWCL                 | 10                   | 3                    | -           | -           | -           | 36     | 10     |
| 2023-2024            | Bayern Monaco        | BL                   | 21         | 3          | CG              | 4               | 0               | UWCL                 | 4                    | 0                    | -           | -           | -           | 29     | 3      |
| 2024-2025            | Bayern Monaco        | BL                   | 22         | 7          | CG              | 4               | 0               | UWCL                 | 8                    | 2                    | ST          | 1           | 1           | 35     | 10     |
| Totale Bayern Monaco | Totale Bayern Monaco | Totale Bayern Monaco | 102        | 26         | -               | 19              | 6               | -                    | 33                   | 8                    | -           | 1           | 1           | 155    | 41     |
| Totale carriera      | Totale carriera      | Totale carriera      | 172        | 47         | -               | 29              | 10              | -                    | 33                   | 8                    | -           | 1           | 1           | 235    | 66     |

### Cronologia presenze e reti in nazionale
Statistiche aggiornate al 28 ottobre 2024.

| Cronologia completa delle presenze e delle reti in nazionale ― Germania | Cronologia completa delle presenze e delle reti in nazionale ― Germania | Cronologia completa delle presenze e delle reti in nazionale ― Germania | Cronologia completa delle presenze e delle reti in nazionale ― Germania | Cronologia completa delle presenze e delle reti in nazionale ― Germania | Cronologia completa delle presenze e delle reti in nazionale ― Germania | Cronologia completa delle presenze e delle reti in nazionale ― Germania | Cronologia completa delle presenze e delle reti in nazionale ― Germania |
| Data                                                                    | Città                                                                   | In casa                                                                 | Risultato                                                               | Ospiti                                                                  | Competizione                                                            | Reti                                                                    | Note                                                                    |
| ----------------------------------------------------------------------- | ----------------------------------------------------------------------- | ----------------------------------------------------------------------- | ----------------------------------------------------------------------- | ----------------------------------------------------------------------- | ----------------------------------------------------------------------- | ----------------------------------------------------------------------- | ----------------------------------------------------------------------- |
| 28-2-2019                                                               | Laval                                                                   | Francia                                                                 | 0 – 1                                                                   | Germania                                                                | Amichevole                                                              | -                                                                       | 90’                                                                     |
| 30-5-2019                                                               | Ratisbona                                                               | Germania                                                                | 2 – 0                                                                   | Cile                                                                    | Amichevole                                                              | -                                                                       | 71’                                                                     |
| 12-6-2019                                                               | Valenciennes                                                            | Germania                                                                | 1 – 0                                                                   | Spagna                                                                  | Mondiali 2019                                                           | -                                                                       | 46’                                                                     |
| 17-6-2019                                                               | Montpellier                                                             | Sudafrica                                                               | 0 – 4                                                                   | Germania                                                                | Mondiali 2019                                                           | -                                                                       | 66’                                                                     |
| 22-6-2019                                                               | Grenoble                                                                | Germania                                                                | 3 – 0                                                                   | Nigeria                                                                 | Mondiali 2019                                                           | -                                                                       | 46’                                                                     |
| 31-8-2019                                                               | Kassel                                                                  | Germania                                                                | 10 – 0                                                                  | Montenegro                                                              | Qual. Euro 2022                                                         | 2                                                                       |                                                                         |
| 3-9-2019                                                                | Leopoli                                                                 | Ucraina                                                                 | 0 – 8                                                                   | Germania                                                                | Qual. Euro 2022                                                         | -                                                                       | 75’                                                                     |
| 5-10-2019                                                               | Aquisgrana                                                              | Germania                                                                | 8 – 0                                                                   | Ucraina                                                                 | Qual. Euro 2022                                                         | 3                                                                       |                                                                         |
| 8-10-2019                                                               | Salonicco                                                               | Grecia                                                                  | 0 – 5                                                                   | Germania                                                                | Qual. Euro 2022                                                         | 1                                                                       |                                                                         |
| 9-11-2019                                                               | Londra                                                                  | Inghilterra                                                             | 1 – 2                                                                   | Germania                                                                | Amichevole                                                              | 1                                                                       |                                                                         |
| 4-3-2020                                                                | Faro                                                                    | Germania                                                                | 1 – 0                                                                   | Svezia                                                                  | Algarve Cup 2020                                                        | -                                                                       | 77’                                                                     |
| 27-11-2020                                                              | Ingolstadt                                                              | Germania                                                                | 6 – 0                                                                   | Grecia                                                                  | Qual. Euro 2022                                                         | -                                                                       | 46’                                                                     |
| 1-12-2020                                                               | Dublino                                                                 | Irlanda                                                                 | 1 – 3                                                                   | Germania                                                                | Qual. Euro 2022                                                         | -                                                                       | 71’ 75’                                                                 |
| 21-2-2021                                                               | Aquisgrana                                                              | Germania                                                                | 1 – 0                                                                   | Belgio                                                                  | Amichevole                                                              | -                                                                       | 61’                                                                     |
| 24-2-2021                                                               | Venlo                                                                   | Paesi Bassi                                                             | 2 – 1                                                                   | Germania                                                                | Amichevole                                                              | -                                                                       |                                                                         |
| 10-6-2021                                                               | Strasburgo                                                              | Francia                                                                 | 1 – 0                                                                   | Germania                                                                | Amichevole                                                              | -                                                                       | 60’                                                                     |
| 15-6-2021                                                               | Offenbach am Main                                                       | Germania                                                                | 0 – 0                                                                   | Cile                                                                    | Amichevole                                                              | -                                                                       | 46’                                                                     |
| 26-11-2021                                                              | Braunschweig                                                            | Germania                                                                | 8 – 0                                                                   | Turchia                                                                 | Qual. Mondiali 2023                                                     | 1                                                                       |                                                                         |
| 30-11-2021                                                              | Lisbona                                                                 | Portogallo                                                              | 1 – 3                                                                   | Germania                                                                | Qual. Mondiali 2023                                                     | -                                                                       | 74’                                                                     |
| 17-2-2022                                                               | Middlesbrough                                                           | Germania                                                                | 1 – 1                                                                   | Spagna                                                                  | Amichevole                                                              | -                                                                       | 63’                                                                     |
| 20-2-2022                                                               | Norwich                                                                 | Canada                                                                  | 1 – 0                                                                   | Germania                                                                | Amichevole                                                              | -                                                                       | 62’                                                                     |
| 23-2-2022                                                               | Wolverhampton                                                           | Inghilterra                                                             | 3 – 1                                                                   | Germania                                                                | Amichevole                                                              | -                                                                       | 89’                                                                     |
| 9-4-2022                                                                | Bielefeld                                                               | Germania                                                                | 3 – 0                                                                   | Portogallo                                                              | Qual. Mondiali 2023                                                     | 1                                                                       | 70’                                                                     |
| 24-6-2022                                                               | Rostock                                                                 | Germania                                                                | 7 – 0                                                                   | Svizzera                                                                | Amichevole                                                              | 3                                                                       | 73’                                                                     |
| 8-7-2022                                                                | Brentford                                                               | Germania                                                                | 4 – 0                                                                   | Danimarca                                                               | Euro 2022                                                               | -                                                                       | 61’                                                                     |
| 12-7-2022                                                               | Brentford                                                               | Germania                                                                | 2 – 0                                                                   | Spagna                                                                  | Euro 2022                                                               | 1                                                                       | 87’                                                                     |
| 16-7-2022                                                               | Milton Keynes                                                           | Finlandia                                                               | 0 – 3                                                                   | Germania                                                                | Euro 2022                                                               | -                                                                       | 64’                                                                     |
| 21-7-2022                                                               | Brentford                                                               | Germania                                                                | 0 – 3                                                                   | Austria                                                                 | Euro 2022                                                               | -                                                                       | 83’                                                                     |
| 3-9-2022                                                                | Bursa                                                                   | Turchia                                                                 | 0 – 3                                                                   | Germania                                                                | Qual. Mondiali 2023                                                     | 1                                                                       | 60’                                                                     |
| 6-10-2022                                                               | Dresda                                                                  | Germania                                                                | 2 – 1                                                                   | Francia                                                                 | Amichevole                                                              | -                                                                       | 46’                                                                     |
| 10-11-2022                                                              | Fort Lauderdale                                                         | Stati Uniti                                                             | 1 – 2                                                                   | Germania                                                                | Amichevole                                                              | -                                                                       | 85’                                                                     |
| 21-2-2023                                                               | Duisburg                                                                | Germania                                                                | 0 – 0                                                                   | Svezia                                                                  | Amichevole                                                              | -                                                                       | 72’                                                                     |
| 7-4-2023                                                                | Sittard                                                                 | Paesi Bassi                                                             | 0 – 1                                                                   | Germania                                                                | Amichevole                                                              | -                                                                       | 46’                                                                     |
| 12-4-2023                                                               | Norimberga                                                              | Germania                                                                | 1 – 2                                                                   | Brasile                                                                 | Amichevole                                                              | -                                                                       | 76’                                                                     |
| 8-7-2023                                                                | Fürth                                                                   | Germania                                                                | 2 – 3                                                                   | Zambia                                                                  | Amichevole                                                              | -                                                                       |                                                                         |
| 24-7-2023                                                               | Melbourne                                                               | Germania                                                                | 6 – 0                                                                   | Marocco                                                                 | Mondiali 2023 - 1º turno                                                | 1                                                                       | 64’                                                                     |
| 30-7-2023                                                               | Sydney                                                                  | Germania                                                                | 1 – 2                                                                   | Colombia                                                                | Mondiali 2023 - 1º turno                                                | -                                                                       | 77’                                                                     |
| 3-8-2023                                                                | Brisbane                                                                | Corea del Sud                                                           | 1 – 1                                                                   | Germania                                                                | Mondiali 2023 - 1º turno                                                | -                                                                       | 65’                                                                     |
| 22-9-2023                                                               | Viborg                                                                  | Danimarca                                                               | 2 – 0                                                                   | Germania                                                                | UEFA Women's Nations League 2023-2024 - 1º turno                        | -                                                                       |                                                                         |
| 26-9-2023                                                               | Bochum                                                                  | Germania                                                                | 4 – 0                                                                   | Islanda                                                                 | UEFA Women's Nations League 2023-2024 - 1º turno                        | 2                                                                       |                                                                         |
| 27-10-2023                                                              | Sinsheim                                                                | Germania                                                                | 5 – 1                                                                   | Galles                                                                  | UEFA Women's Nations League 2023-2024 - 1º turno                        | -                                                                       |                                                                         |
| 31-10-2023                                                              | Reykjavík                                                               | Islanda                                                                 | 0 – 2                                                                   | Germania                                                                | UEFA Women's Nations League 2023-2024 - 1º turno                        | 1                                                                       | 82’                                                                     |
| 1-12-2023                                                               | Rostock                                                                 | Germania                                                                | 3 – 0                                                                   | Danimarca                                                               | UEFA Women's Nations League 2023-2024 - 1º turno                        | 1                                                                       |                                                                         |
| 5-12-2023                                                               | Swansea                                                                 | Galles                                                                  | 0 – 0                                                                   | Germania                                                                | UEFA Women's Nations League 2023-2024 - 1º turno                        | -                                                                       |                                                                         |
| 23-2-2024                                                               | Décines-Charpieu                                                        | Francia                                                                 | 2 – 1                                                                   | Germania                                                                | UEFA Women's Nations League 2023-2024 - 1º turno                        | -                                                                       |                                                                         |
| 28-2-2024                                                               | Heerenveen                                                              | Paesi Bassi                                                             | 0 – 2                                                                   | Germania                                                                | UEFA Women's Nations League 2023-2024 - 1º turno                        | 1                                                                       | 86’                                                                     |
| 5-4-2024                                                                | Linz                                                                    | Austria                                                                 | 2 – 3                                                                   | Germania                                                                | Qual. Euro 2025                                                         | 2                                                                       | 90’                                                                     |
| 9-4-2024                                                                | Aquisgrana                                                              | Germania                                                                | 3 – 1                                                                   | Islanda                                                                 | Qual. Euro 2025                                                         | -                                                                       |                                                                         |
| 31-5-2024                                                               | Rostock                                                                 | Germania                                                                | 4 – 1                                                                   | Polonia                                                                 | Qual. Euro 2025                                                         | -                                                                       |                                                                         |
| 4-6-2024                                                                | Gdynia                                                                  | Polonia                                                                 | 1 – 3                                                                   | Germania                                                                | Qual. Euro 2025                                                         | 1                                                                       |                                                                         |
| 12-7-2024                                                               | Reykjavík                                                               | Islanda                                                                 | 3 – 0                                                                   | Germania                                                                | Qual. Euro 2025                                                         | -                                                                       | 76’                                                                     |
| 16-7-2024                                                               | Hannover                                                                | Germania                                                                | 4 – 0                                                                   | Austria                                                                 | Qual. Euro 2025                                                         | 2                                                                       |                                                                         |
| 25-7-2024                                                               | Marsiglia                                                               | Germania                                                                | 3 – 0                                                                   | Australia                                                               | Olimpiadi 2024                                                          | -                                                                       | 89’                                                                     |
| 28-7-2024                                                               | Marsiglia                                                               | Stati Uniti                                                             | 4 – 1                                                                   | Germania                                                                | Olimpiadi 2024                                                          | -                                                                       |                                                                         |
| 31-7-2024                                                               | Saint-Étienne                                                           | Zambia                                                                  | 1 – 4                                                                   | Germania                                                                | Olimpiadi 2024                                                          | 1                                                                       |                                                                         |
| 3-8-2024                                                                | Marsiglia                                                               | Canada                                                                  | 0 – 0 dts (3-4 dtr)                                                     | Germania                                                                | Olimpiadi 2024                                                          | -                                                                       | 65’                                                                     |
| 6-8-2024                                                                | Décines-Charpieu                                                        | Stati Uniti                                                             | 1 – 0 dts                                                               | Germania                                                                | Olimpiadi 2024                                                          | -                                                                       |                                                                         |
| 9-8-2024                                                                | Décines-Charpieu                                                        | Spagna                                                                  | 0 – 1                                                                   | Germania                                                                | Olimpiadi 2024                                                          | -                                                                       | 46’                                                                     |
| 25-10-2024                                                              | Londra                                                                  | Inghilterra                                                             | 3 – 4                                                                   | Germania                                                                | Amichevole                                                              | 1                                                                       | 81’                                                                     |
| 28-10-2024                                                              | Duisburg                                                                | Germania                                                                | 1 – 2                                                                   | Australia                                                               | Amichevole                                                              | -                                                                       | 59’                                                                     |
| 29-11-2024                                                              | Zurigo                                                                  | Svizzera                                                                | 0 – 6                                                                   | Germania                                                                | Amichevole                                                              | -                                                                       | 46’                                                                     |
| 2-12-2024                                                               | Bochum                                                                  | Germania                                                                | 1 – 2                                                                   | Italia                                                                  | Amichevole                                                              | -                                                                       | 62’                                                                     |
| 21-2-2025                                                               | Breda                                                                   | Paesi Bassi                                                             | 2 – 2                                                                   | Germania                                                                | UEFA Women's Nations League 2025 - 1° turno                             | 1                                                                       | 77’                                                                     |
| 25-2-2025                                                               | Norimberga                                                              | Germania                                                                | 4 – 1                                                                   | Austria                                                                 | UEFA Women's Nations League 2025 - 1° turno                             | -                                                                       |                                                                         |
| 4-4-2025                                                                | Dundee                                                                  | Scozia                                                                  | 0 – 4                                                                   | Germania                                                                | UEFA Women's Nations League 2025 - 1° turno                             | -                                                                       | 46’                                                                     |
| 30-5-2025                                                               | Ahlen                                                                   | Germania                                                                | 4 – 0                                                                   | Paesi Bassi                                                             | UEFA Women's Nations League 2025 - 1° turno                             | -                                                                       | 68’                                                                     |
| 3-6-2025                                                                | Vienna                                                                  | Austria                                                                 | 0 – 6                                                                   | Germania                                                                | UEFA Women's Nations League 2025 - 1° turno                             | 1                                                                       | 46’                                                                     |
| 4-7-2025                                                                | San Gallo                                                               | Germania                                                                | 2 – 0                                                                   | Polonia                                                                 | Euro 2025 - 1º turno                                                    | -                                                                       | 85’                                                                     |
| 8-7-2025                                                                | Basilea                                                                 | Germania                                                                | 2 – 1                                                                   | Danimarca                                                               | Euro 2025 - 1º turno                                                    | -                                                                       |                                                                         |
| 12-7-2025                                                               | Zurigo                                                                  | Svezia                                                                  | 4 – 1                                                                   | Germania                                                                | Euro 2025 - 1° turno                                                    | -                                                                       |                                                                         |
| 19-7-2025                                                               | Basilea                                                                 | Francia                                                                 | 1 – 1 dts (5 - 6 dtr)                                                   | Germania                                                                | Euro 2025 - Quarti di finale                                            | -                                                                       |                                                                         |
| 23-7-2025                                                               | Zurigo                                                                  | Germania                                                                | 0 – 1 dts                                                               | Spagna                                                                  | Euro 2025 - Semifinale                                                  | -                                                                       |                                                                         |
| Totale                                                                  |                                                                         | Presenze                                                                | 72                                                                      |                                                                         | Reti                                                                    | 29                                                                      |                                                                         |

## Palmarès

### Club
- Campionato tedesco: 2

Bayern Monaco: 2020-2021, 2022-2023, 2023-2024
- Supercoppa di Germania: 1

Bayern Monaco: 2024

### Nazionale
- Bronzo olimpico: 1

Parigi 2024
- Campionato d'Europa under 17: 1

Bielorussia 2016

### Individuale
- Fritz-Walter-Medaille

 Oro 2019